# Anomala taitungensis
Anomala taitungensis är en skalbaggsart som beskrevs av Kobayashi 1987. Anomala taitungensis ingår i släktet Anomala och familjen Rutelidae. Inga underarter finns listade i Catalogue of Life.